# Grzegorz Seroczyński
Grzegorz Seroczyński (ur. 9 kwietnia 1970 w Warszawie) – polski językoznawca i urzędnik państwowy, od 2006 do 2010 konsul generalny RP w Charkowie (Ukraina).

## Życiorys
Ukończył studia na Wydziale Lingwistyki Stosowanej i Filologii Wschodniosłowiańskich w zakresie białorutenistyki (1996) oraz na Wydziale Polonistyki w zakresie polonistyki (1998) Uniwersytetu Warszawskiego, po czym podjął studia doktoranckie w Instytucie Języka Polskiego na Wydziale Polonistyki UW, które zakończył w 2004 obroną pracy doktorskiej w zakresie językoznawstwa pt. Język kazań i homilii Stefana Kardynała Wyszyńskiego, Prymasa Polski, przygotowanej pod kierunkiem Władysława Kupiszewskiego.
W 1996 rozpoczął pracę zawodową, najpierw w warszawskich szkołach średnich jako nauczyciel języka polskiego (m.in. w III Liceum Ogólnokształcącym im. gen. Józefa Sowińskiego), następnie w Kancelarii Senatu (od 1998), jednocześnie prowadząc zajęcia dydaktyczne na Uniwersytecie Warszawskim (Wydział Polonistyki, Wydział Prawa i Administracji) i Akademii Humanistycznej im. Aleksandra Gieysztora w Pułtusku. W latach 2006–2010 był konsulem generalnym w Charkowie. W późniejszym okresie dyrektor Biura Polonijnego Kancelarii Senatu.
W 2010 otrzymał tytuł doctora honoris causa Narodowego Uniwersytetu Artystycznego im. Iwana Kotlarewskiego w Charkowie.

## Publikacje
- Uwagi o speleonimach sudeckich, „Prace Filologiczne”, t. XLV, 2000, s. 513–518.
- Speleonimy regionu świętokrzyskiego, „Onomastica”, t. 47, 2002, s. 99–106.
- Jakuba Parkoszowica „Traktat o ortografii polskiej", [w:] Teksty staropolskie. Analizy i interpretacje, red. S. Dubisz, W. Decyk-Zięba, Warszawa 2003, s. 241–250.
- Speleonimy sudeckie, [w:] Przeszłość, teraźniejszość i przyszłość polskiej onomastyki, red. Roma Łobodzińska, Wrocław 2003, s. 197–205.
- Innowacje frazeologiczne w kazaniach kardynała Stefana Wyszyńskiego, Prymasa Polski, „Prace Filologiczne”, t. XLVIII, 2003, s. 417–434.
- Frazeologia biblijna w kazaniach kardynała Stefana Wyszyńskiego, Prymasa Polski, „Prace Filologiczne”, t. XLIX, 2004, s. 437–451.
- Językowe środki perswazji w kazaniach kardynała Stefana Wyszyńskiego, Prymasa Polski, „Prace Filologiczne”, t. L, 2005, s. 125–141.
- Ujazdów i niektóre inne nazwy Warszawy, [w:] Jazdów, red. Edward Rużyłło, Warszawa 2008, s. 42–48.
- Konstanty Antoni Gorski – artysta zapomniany, „Gazeta Festiwalowa" nr 1 (34), Białystok 2009.
- Konstanty Gorski – artysta zapomniany, [w:] Konstanty Gorski (1859–1924). Międzynarodowa Konferencja Naukowa poświęcona 150. rocznicy urodzin Konstantego Gorskiego, Almanach Polski t. IV, Charków 2009, s. 8–12.
- Константин Горский – забытый артист, [w:] Konstanty Gorski (1859–1924). Międzynarodowa Konferencja Naukowa poświęcona 150. rocznicy urodzin Konstantego Gorskiego, Almanach Polski t. IV, Charków 2009, s. 13–17.
- Konstanty Gorski, Utwory odnalezione, Zebrał i wstępem opatrzył Grzegorz Seroczyński, Charków 2010, ss. 248.
- Polska dyplomacja na Wschodzie w XX – początkach XXI wieku, red. Henryk Stroński i Grzegorz Seroczyński, Olsztyn–Charków 2010, ss. 656.